# Chippis
Chippis is een gemeente en plaats in het Zwitserse kanton Wallis, en maakt deel uit van het district Sierre.
Chippis telt 1.660 inwoners.

## Geboren
- Robert Dill-Bundi (1958-2024), wielrenner